# Брадфорд (Мен)
Брадфорд (англ. Bradford) — місто (англ. town) в США, в окрузі Пенобскот штату Мен. Населення — 1184 особи (2020).

## Демографія
Згідно з переписом 2010 року, у місті мешкало 1290 осіб у 493 домогосподарствах у складі 338 родин. Було 583 помешкання
Расовий склад населення:
| - 96,4 % — білих - 0,9 % — корінних американців - 0,8 % — чорних або афроамериканців - 0,1 % — азіатів |

До двох чи більше рас належало 1,6 %. Частка іспаномовних становила 1,6 % від усіх жителів.
За віковим діапазоном населення розподілялося таким чином: 24,0 % — особи молодші 18 років, 64,7 % — особи у віці 18—64 років, 11,3 % — особи у віці 65 років та старші. Медіана віку мешканця становила 40,4 року. На 100 осіб жіночої статі у місті припадало 106,1 чоловіків;  на 100 жінок у віці від 18 років та старших — 101,0 чоловіків також старших 18 років.
Середній дохід на одне домашнє господарство  становив 49 403 долари США (медіана — 45 063), а середній дохід на одну сім'ю — 55 767 доларів (медіана — 49 375). Медіана доходів становила 41 250 доларів для чоловіків та 38 333 долари для жінок. За межею бідності перебувало 21,0 % осіб, у тому числі 19,3 % дітей у віці до 18 років та 12,0 % осіб у віці 65 років та старших.
Цивільне працевлаштоване населення становило 462 особи. Основні галузі зайнятості: роздрібна торгівля — 22,5 %, освіта, охорона здоров'я та соціальна допомога — 20,1 %, мистецтво, розваги та відпочинок — 12,3 %, будівництво — 10,2 %.